# Battaglia di Welfesholz
La battaglia di Welesholz fu combattuta tra le truppe dell'esercito imperiale di Enrico V ed una coalizione di ribelli sassoni guidate dal duca sassone Lotario di Supplinburg l'11 febbraio 1115 nei pressi della cittadina di Welfesholz nell'attuale Sassonia-Anhalt.

## Storia
Alla morte dell'imperatore Enrico IV nel 1106, suo figlio e successore Enrico V ereditò l'annosa e difficile controversia della lotta per le investiture, ovvero la lotta tra papato e Imperatori sul diritto e la prerogativa di scegliere e nominare i vescovi. Dopo una lunga ed inutile trattativa, nel 1111 Enrico V decise di invadere l'Italia e costrinse il papa Pasquale II ad investirlo del titolo di Imperatore, il 13 aprile 1111 dopo aver tenuto in ostaggio il pontefice in una lunga prigionia.
Appena fatto ritorno dall'Italia, l'Imperatore venne subito fatto oggetto di scomunica da parte del legato papale in Germania Cuno da Preneste, il quale incoraggiò i principi in territorio imperiale a ribellarsi contro Enrico V. Ad accogliere con prontezza questa istanza fu il duca di Sassonia Lotario di Supplimburgo, e dall'arcivescovo di Magonza Adalberto. Costui in particolare fu una figura cruciale in questa rivolta, in quanto ben conosceva la personalità dell'Imperatore, essendone stato a lungo tempo consigliere a partire dal 1106 e inviato imperiale con il compito di trattare la questione delle investiture con la Curia di Roma. Tuttavia, quando la politica di Enrico V mutò completamente direzione mettendosi contro i principi imperiali, l'Arcivescovo Adalberto decise di disertare l'Imperatore e operare a favore dei secondi. Fra le file di costoro ebbero un ruolo importante il principe Adolfo I di Schaumburg, che si alleò con Lotario di Supplinburg dopo essere stato investito del titolo di Duca di Holstein nel 1111, e il principe degli Obodriti (una popolazione di slavi occidentali che viveva al confine con la Sassonia), nipote del re danese Sweyn II Estridsson Ulfsson.
Quando fu ormai chiaro che la ribellione era pronta ad essere scatenata, fu tuttavia l'Imperatore Enrico V a fare la prima mossa penetrando nel 1112 in Sassonia per sedare sul nascere il dissenso prima che fosse troppo tardi. La prima iniziativa di Enrico V fu di imprigionare il leader politico della sedizione, il suo ex consigliere Adalberto di Magonza, che fu arrestato e segregato nella fortezza di Trifels, e in seguito costrinse il leader militare Lotario di Supplenburg nel 1114 alla sottomissione al volere imperiale.